# SLC44A1
SLC44A1 (англ. Choline transporter-like protein 1; CD92) — трансмембранный белок, продукт гена человека SLC44A1.

## Функции
SLC44A1 является мембранным транспортером холина. Может участвовать в синтезе мембраны и продукции миелина.

## Структура
Белок состоит из 657 аминокислот, молекулярная масса 73,3 кДа. Обнаружено N-миристоилирование глицина-2 и фосфорилирование серина-652.